# Bretteville-sur-Laize
Bretteville-sur-Laize er en kommune i departementet Calvados i regionen Basse-Normandie i det nordvestlige Frankrig.

## Seværdigheder og monumenter
Bretteville-sur-Laize har en rig historie .
- Château de Quilly 16. og 18. århundrede
- Klokketårn på kirken fra 11. til 14. århundrede
- Parken ved Château de la Gournerie,
- Gammelt cistercienserkloster
- Den canadiske krigskirkegård
- Floddalen ved Laize-floden

## Venskabsbyer
Bretteville-sur-Laize er venskabsby med:
- Maßbach, Tyskland siden 1989
- Chagford, Storbritannien side 1975